# Great Wolford
Great Wolford est un village et une paroisse civile du Warwickshire, en Angleterre.